# الصوت الصامت
الصوت الصامت هو مصطلح يُستخدم للإشارة إلى تردد صوتي لا تُسمع بالأذن البشرية، لكنها تؤثر في الكائنات الحية أو تستخدم في التطبيقات التقنية. 
تشمل هذه الترددات ما يُعرف بالصوت تحت السمعي (infrasound) والصوت فوق السمعي (ultrasound)، ويُستخدم المصطلح أحيانًا بشكل مجازي لوصف تأثيرات غير محسوسة تنتجها الموجات الصوتية على الأجسام أو النفس. 

## أنواعه وتصنيفاته

### 1. الصوت تحت السمعي
هو صوت بتردد أقل من 20 هرتز، لا تسمعه الأذن البشرية، لكن يمكن أن تشعر به الكائنات كاهتزاز أو ضغط منخفض. مصادره تشمل:
- البراكين والزلازل
- العواصف والرياح القوية
- بعض الأجهزة الصناعية
- نبضات الحيتان والفيلة.[1]

### 2. الصوت فوق السمعي
تردداته أعلى من 20,000 هرتز، ويُستخدم في:
- التصوير الطبي (الأمواج فوق الصوتية)
- تنظيف الأدوات الدقيقة
- التوجيه الحيوي لدى الخفافيش والدلافين.[2]

## التأثيرات الفيزيولوجية والنفسية

### تحت السمعي
- قد يسبب التوتر أو الشعور بعدم الارتياح.
- في بعض الحالات، يُعتقد أنه يسبب "هلوسات سمعية" أو شعورًا بالرهبة، ويُستخدم هذا لتفسير بعض "الظواهر الخارقة".[3]

### فوق السمعي
- يُستخدم في تفتيت الحصى الكلوية.
- يُستخدم طبيًا لتصوير الأنسجة الداخلية بأمان.
- لا يُسبب أذى عند استخدامه ضمن الحدود الآمنة، لكنه قد يكون ضارًا إذا تجاوزت الطاقة حدود الأمان.

## التطبيقات العملية

### الطب
- التصوير بالموجات فوق الصوتية للكشف عن الحمل أو فحص الأعضاء.
- تفتيت الحصوات بدون جراحة.

### الأمن والتوجيه
- أجهزة إنذار بالموجات فوق الصوتية.
- أنظمة توجيه حيوانية في الروبوتات.

### البيئة والصناعة
- قياس تدفق المياه والغازات.
- كشف التشققات في المواد الصلبة.
- تحليل تكوين الصخور أو طبقات الأرض.

## الجدل والاستخدامات غير التقليدية
- بعض الدراسات تشير إلى أن التعرض الطويل للموجات تحت السمعية قد يكون له تأثيرات غير مريحة، لكن الأدلة غير حاسمة.
- يُستخدم أحيانًا في السرد الفني أو الأدبي كوسيلة رمزية للتأثير غير المرئي.

## الصوت الصامت في الثقافة العامة
ظهر مفهوم الصوت الصامت في أفلام وألعاب وأعمال أدبية على أنه وسيلة للتأثير النفسي أو السيطرة غير المباشرة، رغم أن الواقع العلمي أكثر تحفظًا حول هذه الفرضيات.